# Partido de Malvinas Argentinas
Partido de Malvinas Argentinas är en kommun i Argentina.   Den ligger i provinsen Buenos Aires, i den centrala delen av landet, 30 km väster om huvudstaden Buenos Aires. Antalet invånare är 320 000.
Runt Partido de Malvinas Argentinas är det i huvudsak tätbebyggt. Runt Partido de Malvinas Argentinas är det mycket tätbefolkat, med 4 188 invånare per kvadratkilometer.